# Didier Haudepin
Pour les articles homonymes, voir Haudepin.
Didier Haudepin, né le 15 août 1951 à Paris, est un acteur, producteur de cinéma et réalisateur français.

## Biographie
Après avoir débuté à 9 ans en 1960 dans Moderato cantabile de Peter Brook, il s'est fait connaître par plusieurs rôles d'enfant ou de préadolescent, notamment dans Les Amitiés particulières de Jean Delannoy (1964), Les pianos mécaniques (1964) de Juan Antonio Bardem ou, au théâtre, dans La Ville dont le prince est un enfant d'Henry de Montherlant (1967).
À la fin des années 1960, il fait des études littéraires jusqu'en khâgne au lycée Henri-IV (Paris), expérience qui transparaît dans son film Le Plus Bel Âge (1995) ou encore L'Escalier des prophètes (2006)[réf. nécessaire].
Acteur jusqu'en 1978, il a monté Bloody Mary Productions, et est passé à la réalisation depuis 1979.
Il est le frère aîné de l'actrice Sabine Haudepin.

## Filmographie

### Acteur
- 1960 : Moderato cantabile de Peter Brook
- 1962 : Des clowns par milliers de Herb Gardner
- 1963 : Comment trouvez-vous ma sœur ? de Michel Boisrond
- 1963 : Le Troisième Concerto de Marcel Cravenne
- 1964 : Les Amitiés particulières de Jean Delannoy
- 1965 : La Communale de Jean L'Hôte
- 1965 : Ubu roi de Jean-Christophe Averty (TV)
- 1965 : Les Pianos mécaniques de Juan Antonio Bardem
- 1966 : Cotolay (Nino y El Lobo) de José Antonio Nieves Conde
- 1966 : Top Crack de Mario Russo
- 1970 : Hello-Goodbye de Jean Negulesco
- 1970 : La Promesse de l'aube de Jules Dassin
- 1971 : Les Assassins de l'ordre de Marcel Carné
- 1972 : Le Temps d'aimer (A Time for Loving) de Christopher Miles
- 1972 : Hellé de Roger Vadim
- 1972 : Le Droit d'aimer d'Éric Le Hung
- 1973 : Vous intéressez-vous à la chose ? de Jacques Baratier
- 1973 : Les Anges de Jean Desvilles
- 1975 : Les Brigades du Tigre, épisode Le défi de Victor Vicas : Eloi David
- 1976 : L'Innocent de Luchino Visconti
- 1976 : Le Juge et l'Assassin de Bertrand Tavernier
- 1977 : Rendez-vous en noir, de Claude Grinberg
- 1978 : Louis XI ou la naissance d'un roi d'Alexandre Astruc (téléfilm) : Charles duc de Berry
- 1978 : Guerres civiles en France de François Barrat et Joël Farges
- 1978 : Madame le Juge (série télévisée)
- 1979 : Écoute voir d'Hugo Santiago
- 1982 : Pour cent briques, t'as plus rien d'Édouard Molinaro
- 1986 : La Très Bonne Nouvelle de Christophe Jancovic
- 1992 : Les Années campagne de Philippe Leriche
- 2007 : Pas douce de Jeanne Waltz

### Réalisateur
- 1980 : Paco l'infaillible
- 1985 : Elsa, Elsa
- 1995 : Le Plus Bel Âge

### Décorateur
- 1980 : Le Bar du téléphone de Claude Barrois
- 1981 : Au bon beurre d'Édouard Molinaro

### Producteur
- 1994 : Regarde les hommes tomber de Jacques Audiard
- 1997 : L'Autre côté de la mer de Dominique Cabrera

## Théâtre
- 1963 : Des clowns par milliers d’Herb Gardner, mise en scène Raymond Rouleau, théâtre du Gymnase
- 1964 : Le Théâtre de la jeunesse : David Copperfield de Marcel Cravenne
- 1967 : La Ville dont le prince est un enfant d’Henry de Montherlant, mise en scène Jean Meyer, théâtre Michel
- 1970 : Une poignée d'orties de Marc-Gilbert Sauvajon, mise en scène Jacques-Henri Duval, théâtre de la Michodière
- 1972 : Ne m'oubliez pas de Peter Nichols, mise en scène Michel Fagadau, théâtre de la Renaissance
- 1972 : Le Directeur de l'Opéra de Jean Anouilh, mise en scène de l'auteur et Roland Piétri, Comédie des Champs-Élysées
- 1972 : Au théâtre ce soir : Noix de coco de Marcel Achard, mise en scène Jean Meyer, réalisation Pierre Sabbagh, théâtre Marigny
- 1977 : On ne badine pas avec l'amour d’Alfred de Musset, mise en scène Caroline Huppert, théâtre des Bouffes du Nord

## Doublage
- 1973 : Classe 44 (en) : Hermie (Gary Grimes)